# Корансько-Село
45°17′ пн. ш. 15°32′ сх. д. / 45.28° пн. ш. 15.53° сх. д.
Корансько-Село (хорв. Koransko Selo) — населений пункт у Хорватії, у Карловацькій жупанії у складі громади Барилович.

## Населення
Населення за даними перепису 2011 року становило 33 осіб.
Динаміка чисельності населення поселення: